# El Nogal, Cojumatlán de Régules
El Nogal är en ort i Mexiko.   Den ligger i kommunen Cojumatlán de Régules och delstaten Michoacán de Ocampo, i den centrala delen av landet, 400 km väster om huvudstaden Mexico City. El Nogal ligger 2 143 meter över havet och antalet invånare är 227.
Terrängen runt El Nogal är huvudsakligen kuperad, men den allra närmaste omgivningen är platt. Runt El Nogal är det ganska tätbefolkat, med 172 invånare per kvadratkilometer. Närmaste större samhälle är Cojumatlán de Régules, 8,6 km nordost om El Nogal. I omgivningarna runt El Nogal växer huvudsakligen savannskog.